# Askeryds kyrka

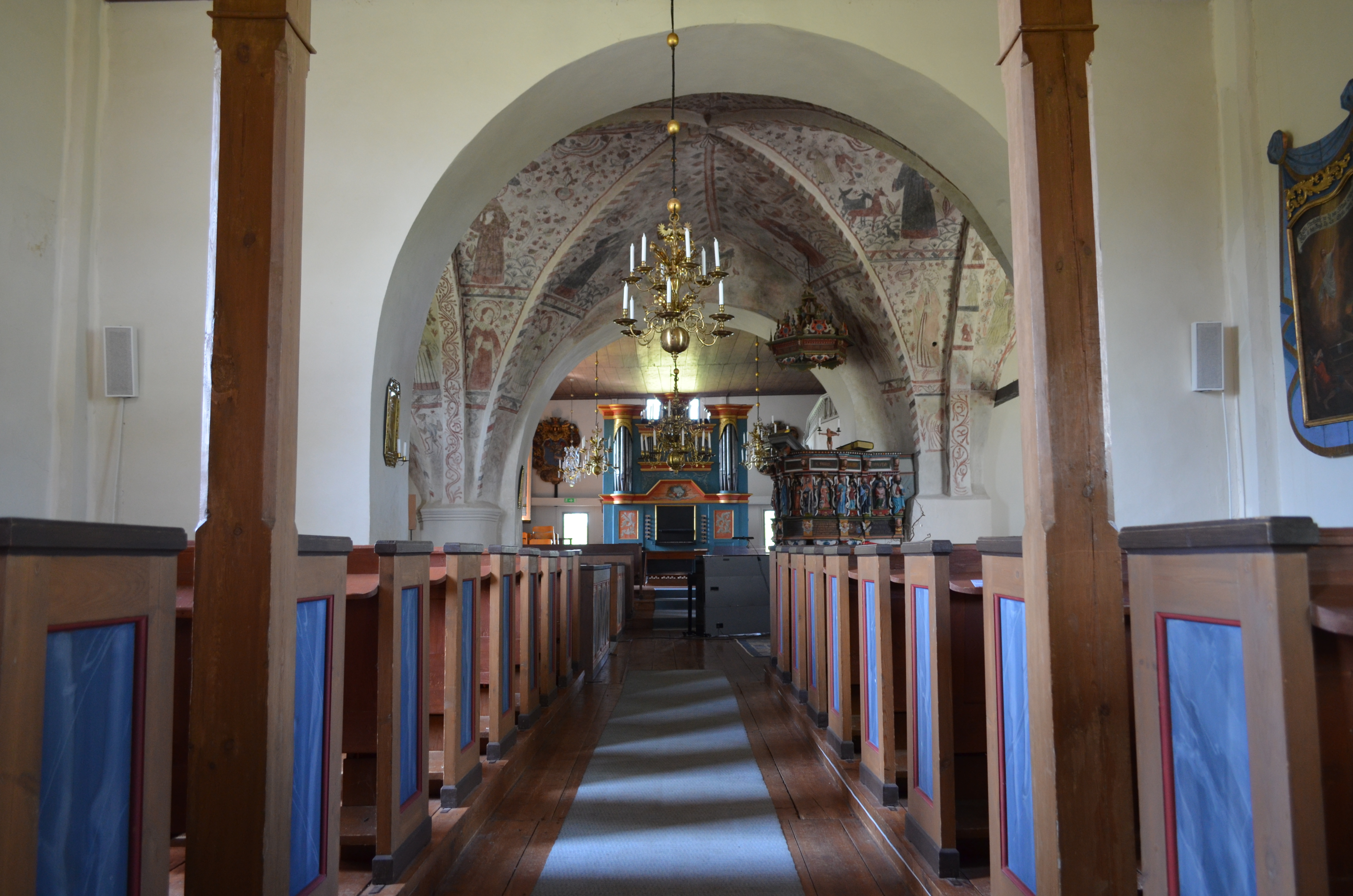
Askeryd kyrkas kykosal

Askeryds kyrka är en kyrkobyggnad i Aneby kommun, Småland. Den ligger ca 13 km öster om Aneby och tillhör Linköpings stift.

## Historik
Kyrkan av gråsten är ursprungligen troligen från 1200-talet. Dörren till vapenhuset är från 1200-talets början och därmed kyrkans äldsta föremål. På 1400-talet erhöll kyrkan tegelvalv och vid 1600-talets mitt korsarmar och vapenhus av reveterat trä.

## Inventarier
- Kalkmålning, av målare i Amunds efterföljd under 1500-talets första fjärdedel.
- Krucifix av trä från 1200-talets sista fjärdedel,

## Orglar
- År 1590 är första gången en orgel omnämns.
- 1676 skänks ett orgelverk till kyrkan.
- 1700: Det skänkta orgelverket ersätts.

### Wisteniuspositivet
- 1760: Jonas Wistenius, Linköping, bygger ett mekanisk orgelpositiv med ljudande fasad på västläktaren.

Disposition (enl. Abraham Abrahamsson Hülphers manuskript):
| Manual C-c³            |
| Gedackt 8'             |
| Qvinta Dena 8'         |
| Principal 4' (fasad)   |
| Gedackt Fleut 4'       |
| Qvinta 3' (eg. 2 2/3') |
| Octava 2'              |
| Spits Fleut 2'         |
| Rausqvint II chor      |
| Mixtur III chor        |
| Trompet 8'             |
| Trompet 4', D          |
| Tremulant              |

- 1770 tillkommer en bihangspedal, Omfång: C-f°.[1]
- 1839 sker en omdisponering (Fugara 8' D) av Nils Ahlstrand, Norra Solberga.
- 1905 tas wisteniusorgeln ur bruk i samband med att firma E. A. Setterquist & son, Örebro, bygger ett nytt verk i kyrkans norra korsarm.

### Diskografi
- Historische Orgeln Schweden / Frieberger, Rupert G, orgel. LP. Christophorus SCGLX 73 958. 1981.

### Setterquistorgeln
- 1907: E. A. Setterquist & son, Örebro, färdigställer ett mekaniskt orgelverk med rooseveltlådor i kyrkans norra korsarm. Den är även mekanisk.
- 1933: Wisteniuspositivet monteras ned och Setterquistsorgeln sätts upp på västläktaren.

Disposition:
| Huvudverk I  | Svällverk II        | Pedal       | Koppel   |  |
| Borduna 16'  | Salicional 8'       | Subbas 16'  | II/I     |  |
| Principal 8' | Flûte harmonique 8' | Flöjtbas 4' | 4' I/I   |  |
| Borduna 8'   | Rörflöjt 8'         |             | 16' II/I |  |
| Oktava 4'    | Violin 4'           |             | I/P      |  |
| Flöjt 4'     |                     |             | II/P     |  |
| Trumpet 8'   | Crescendosvällare   |             |          |  |

### Wisteniuspositivets återkomst
- 1961-1962 restaurerar Theodor Frobenius & Co, Lyngby, Danmark,  wisteniuspositivet och sätter upp det i kyrkans norra korsarm. Härvid nytillverkas en del av Qvintadena 8', likaså spelventilerna. Orgeln är mekanisk.

Disposition:
| Manual C-c³                        | Pedal C-f° |
| Gedacht 8'                         | bihängd    |
| Qvintadena 8'                      |            |
| Fugara 8', D (1839)                |            |
| Principal 4' (fasad)               |            |
| Gedacht Fleut 4'                   |            |
| Qvinta 3' (eg. 2 2/3')             |            |
| Octava 2'                          |            |
| Spetsflöjt 2', B                   |            |
| Rausqvint II chor, 2 + 1 1/3'      |            |
| Scharff III chor, 1' + 4/5' + 2/3' |            |
| Trompet 8', B/D                    |            |
| Tremulant                          |            |